# ブライアン・グリーン

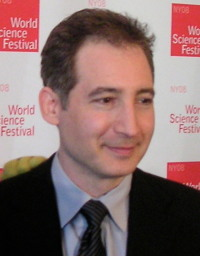
ブライアン・グリーン。2008年世界サイエンス・フェスティバル開催発表会見にて。

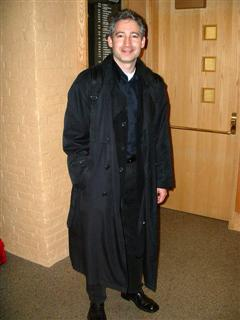
ブライアン・グリーン。ハーバード大学にて。

ブライアン・グリーン（Brian Greene、1963年2月9日 - ）は、アメリカ合衆国の理論物理学者、教育者。超弦理論や多元宇宙論などの最先端の理論物理学を一般向けに紹介する著作やTVメディアへの出演で広く知られている。

## 来歴
ニューヨーク市生まれで、幼少の頃より数学の才能に秀でていた。12歳の頃には、高校レベルの数学をマスターし、コロンビア大学の数学教授の個人指導を受けていた（計算に強かったという）。
名門スタイヴェサント高校を経て、1980年にハーバード大学に進み学士号を取得後、ローズ奨学生としてオックスフォード大学に留学、1987年に博士号を取得した。
コーネル大学教授を経て、1996年よりコロンビア大学物理学部教授を勤めている。同校では、Institute for Strings Cosmology and Astroparticle Physics（ISCAP）の共同ディレクターとして超弦理論の宇宙論への応用に関する研究プロジェクトを率いている。
学外での活動も精力的で、海外（25ヶ国）で講演したり、一般人向けの教育テレビ番組シリーズの進行役などを務めるなどマスメディアに頻繁に登場し、最先端の物理学を一般大衆にも分かり易く紹介する啓蒙活動を行っている。近著”The Elegant Universe（エレガントな宇宙）”は、この類の書籍としては珍しくベストセラーとなり、邦訳版も出版されている。2000年のアメリカ合衆国の映画『オーロラの彼方へ』では、物理学面の考証を担当している。2012年に物理学教育への貢献によりリヒトマイヤー記念賞受賞。

## 著書

### 書籍
- "UNTIL THE END OF TIME: Maind, Matter, and Our Search for Meaning in an Evolving Universe", 2020. ISBN 978-1524731670
  - 日本語訳 『時間の終わりまで : 物質、生命、心と進化する宇宙』 青木薫訳、講談社 (2021年) ISBN 978-4-06-526106-4
- "The Hidden Reality: Parallel Universes and the Deep Laws of the Cosmos", 2011. ISBN 978-0307265630
  - 日本語訳 『隠れていた宇宙 上,下』 竹内薫監修、大田直子訳、早川書房 (2011年) ISBN 978-4-15-209225-0, ISBN 978-4-15-209226-7
- "The Fabric of the Cosmos: Space, Time, and the Texture of Reality", 2005. ISBN 978-0375412882
  - 日本語訳 『宇宙を織りなすもの 上,下. 時間と空間の正体』 青木薫訳、草思社（2009年） ISBN 978-4794217004,　ISBN 978-4794217011
- "The Elegant Universe: Superstrings, Hidden Dimensions, and the Quest for the Ultimate Theory", 1999. ISBN 009928992X
  - 日本語訳 『エレガントな宇宙―超ひも理論がすべてを解明する』 林一・林大訳、草思社（2001年） ISBN 978-4794211095

### 論文
- R. Easther, B. R. Greene, M. G. Jackson and D. Kabat, "String windings in the early universe. JCAP {0502}, 009 (2005).
- R. Easther, B. Greene, W. Kinney, G. Shiu, "A Generic Estimate of Trans-Planckian Modifications to the Primordial Power Spectrum in Inflation". Phys. Rev. D66 (2002). 023518.
- R. Easther, B. Greene, W. Kinney, G. Shiu, "Inflation as a Probe of Short Distance Physics". Phys. Rev. D64 (2001) 103502.
- Brian R. Greene, "D-Brane Topology Changing Transitions". Nucl. Phys. B525 (1998) 284-296.
- Michael R. Douglas, Brian R. Greene, David R. Morrison, "Orbifold Resolution by D-Branes". Nucl.Phys. B506 (1997) 84-106.
- Brian R. Greene, David R. Morrison, Andrew Strominger, "Black Hole Condensation and the Unification of String Vacua". Nucl.Phys. B451 (1995) 109-120.
- P.S. Aspinwall, B.R. Greene, D.R. Morrison, "Calabi-Yau Moduli Space, Mirror Manifolds and Spacetime Topology Change in String Theory". Nucl.Phys. B416 (1994) 414-480.
- B.R.Greene and M.R.Plesser, "Duality in Calabi-Yau Moduli Space". Nucl. Phys. B338 (1990) 15.

## 参考
- 物理学者の一覧
- 弦理論
- 万物の理論
- 統一場理論